# Harvey Barnes
Harvey Lewis Barnes (* 9. prosince 1997 Burnley) je anglický profesionální fotbalista, který hraje na pozici křídelníka za anglický klub Newcastle United FC a za anglický národní tým.

## Statistiky

### Klubové
K 28. únoru 2021
| Klub             | Sezóna  | Liga           | Liga   | Liga | FA Cup | FA Cup | EFL Cup | EFL Cup | Evropské poháry | Evropské poháry | Celkem | Celkem |
| Klub             | Sezóna  | Liga           | Zápasy | Góly | Zápasy | Góly   | Zápasy  | Góly    | Zápasy          | Góly            | Zápasy | Góly   |
| ---------------- | ------- | -------------- | ------ | ---- | ------ | ------ | ------- | ------- | --------------- | --------------- | ------ | ------ |
| Leicester City   | 2016/17 | Premier League | 0      | 0    | 0      | 0      | 0       | 0       | 1               | 0               | 1      | 0      |
| Leicester City   | 2017/18 | Premier League | 3      | 0    | 2      | 0      | —       | —       | —               | —               | 5      | 0      |
| Leicester City   | 2018/19 | Premier League | 16     | 1    | —      | —      | —       | —       | —               | —               | 16     | 1      |
| Leicester City   | 2019/20 | Premier League | 36     | 6    | 3      | 1      | 3       | 0       | —               | —               | 42     | 7      |
| Leicester City   | 2020/21 | Premier League | 25     | 9    | 2      | 1      | 0       | 0       | 8               | 3               | 35     | 13     |
| Leicester City   | Celkem  | Celkem         | 80     | 16   | 7      | 2      | 3       | 0       | 9               | 3               | 98     | 21     |
| MK Dons (host.)  | 2016/17 | League One     | 21     | 6    | —      | —      | —       | —       | —               | —               | 21     | 6      |
| Barnsley (host.) | 2017/18 | Championship   | 23     | 5    | —      | —      | 2       | 0       | —               | —               | 25     | 5      |
| WBA (host.)      | 2018/19 | Championship   | 26     | 9    | 0      | 0      | 2       | 0       | —               | —               | 28     | 9      |
| Celkem           | Celkem  | Celkem         | 150    | 35   | 7      | 2      | 7       | 0       | 9               | 3               | 172    | 41     |

### Reprezentační
K 8. říjnu 2020
| Anglie | Anglie | Anglie |
| Rok    | Zápasy | Góly   |
| ------ | ------ | ------ |
| 2020   | 1      | 0      |
| Celkem | 1      | 0      |